# Tat'jana Savel'eva
Tat'jana Andreevna Savel'eva (in russo Татьяна Андреевна Савельева?; Leningrado, 22 maggio 1947) è un'ex nuotatrice sovietica, dal 1992 russa.

## Carriera
Abile dorsista, partecipò alla vittoria della medaglia di bronzo nella 4x100m misti alle Olimpiadi di Tokyo 1964.

## Palmarès
- Giochi olimpici

Tokyo 1964: bronzo nei 200m rana e nella 4x100m misti.